# Dactylorhiza breviceras
Dactylorhiza breviceras är en orkidéart som beskrevs av Jany Renz och Gerd Taubenheim. Dactylorhiza breviceras ingår i Handnyckelsläktet som ingår i familjen orkidéer.
Artens utbredningsområde är Turkiet. Inga underarter finns listade i Catalogue of Life.